# الاشتراك في ارتكاب الجريمة
يعد الفرد شريكاً في الجريمة إذا كان لديه الدراية والعلم بالحدث، أي واقعة الجريمة، وكان قادراً على تبليغ الجريمة، ولكنه فشل في تحقيق ذلك مقصراً أو قاصداً. وبالتالي هذا الشريك يسمح الجاني الاستمرار في تنفيذ جريمته بالرغم من أنه يمكنه منع الجاني إما عن طريق المنع المباشر، وإما بالاتصال مع السلطات، وقد يصبح هذا الفرد مساندا للجاني بعد ارتكاب الجريمة عوضاً من أنه متفرج بريء.
يحدد القانون مدى درجة الاشتراك في ارتكاب الجريمة. ولا تعتبر عادةً عملية الاشتراك جريمةً تلاحق قانونياً، بالرغم أنه أحياناً يتعارض مع المفهوم المتعارف لها. (شاهد الحلقة الأخيرة من مسلسل ساينفيلد). وقد يصبح الشريك متآمرا في الجريمة على حسب درجة تورطه، وإذا ما اكتملت الجريمة أم لا.
يجعل مفهوم الاشتراك أو التواطؤ من الفرد مسئولاً من الناحية الجنائية جزاء أفعال الآخرين. وقد تشمل عملية الاشتراك في ارتكاب الجريمة مساندة الجاني والتآمر معه. وكثيراً ما يشار المسئولية القانونية لمساندة الجاني بالاشتراك في ارتكاب الجريمة. 
يساعد الشريك جانياً في ارتكاب الجريمة، والاشتراك بنوعيه: إما بتورط الشريك من الدرجة الأولى في المشاركة الفعلية في ارتكاب الجريمة، وإما بتورط الشريك من الدرجة الثانية في المعاونة والتحريض فيه. وتكون المعاونة إما الجسدية وإما النفسية. ويسمى الشريك من الدرجة الثانية بالمتواطئ في ارتكاب الجريمة.

## القانون العام
وفقاً للقانون العام، ينقسم الشريك في ارتكاب الجريمة إلى نوعين: الشريك الأساسي، والمساند للجاني. فالشريك الأساسي هو من كان حاضراً في مشهد الجريمة، وشارك في عملية ارتكاب الجريمة. بينما المساند للجاني هو من لم يكن حاضراً في لحظة ارتكاب الجريمة، ولكنه قام بمعاونة أو تقديم المشورة أو تمويل أو تكليف أو تحريض الشريك الأساسي أو حمايته قبل أو بعد ارتكاب الجريمة، وينقسم النوعان إلى القسمين الفرعيين. فالشريك الأساسي ذو الدرجة الأولى هو من كان لديه حالة ذهنية أكيدة (النية) ليرتكب الجريمة الفعلية، مما شكلت جريمة جنائية. وأما الشريك الأساسي ذو الدرجة الثانية- يشار إليه أيضاً بالمعاون أو المحرض-  هو من كان حاضراً في مشهد الجريمة، وقام بمعاونة وتحريض الشريك الأساسي ذو الدرجة الأولى. وأيضاً ينقسم المساند للجاني إلى القسمين الفرعيين بحسب قبل حدوث الجريمة وبعدها. فالمساند للجاني قبل وقوع الجريمة هو من قام بمعاونة وتحريض الشريك الأساسي ومساعدته في تخطيط الجريمة وتحضيرها، ولكنه لم يكن حاضراً عند وقوع الجريمة. وأما المساند للجاني بعد وقوع الجريمة هو من قام بمساعدة الشركاء الأساسيون بمحض إرادته ووعيه الكامل في عدم القبض عليهم وتقديمهم للعدالة. ومن ثم تم إقرار بأن المساند للجاني بعد وقوع الجريمة ليس شريكاً فعلياً في الجنحة الجنائية بالمعنى الحقيقي للكلمة بحكم تورطه بعد حدوث الجنحة الجنائية. 

## عناصر إدانة الشريك
1. ارتكبت الجريمة من قبل شخص آخر (الجاني).
2. قام المتهم بمعاونة أو تقديم المشورة أو تكليف الشخص الآخر أو تحريضه في عملية ارتكاب الجريمة.
3. قام المتهم بنية مساعدة أو تحريض الشخص الآخر لارتكاب الجريمة.
4. تصرف المتهم على الأقل بناءً على الحالة الذهنية ذاتها (النية) الحاضرة عند ارتكاب الجريمة.

## أنواع المعاونة
يتمحور دور الشريك في ارتكاب الجريمة الجنائية «بمعاونة أو تكليف أو تحريض» الشريك الأساسي (الجاني). وهذه المعاونة قد تكون مادية أو نفسية. وتشمل المعاونة المادية معاونةً جسدية في ارتكاب الجريمة بشرط ألاّ تكون هذه المعاونة العنصر الأساسي في الجريمة. وكما أيضاً تشمل تزويد الأسلحة/الأدوات المستخدمة في ارتكاب الجريمة أو تأمين المكان ومراقبته أثناء وقوع الجريمة أو تقديم الحماية من الاعتقال أو الملاحقة القضائية بعد ارتكاب الجريمة. أما المعاونة النفسية تشمل تحريض الشريك الأساسي لارتكاب الجريمة وذلك باستخدام الكلمات أو الإيماءة أو بالتواجد الفعلي طالما أن الشريك الأساسي يعلم أن مراد الشريك يكمن في معاونته في ارتكاب الجريمة. وليس من الضروري أن يكون أفعال الشريك هي التي سببت أو ساهمت في جعل الشريك الأساسي يرتكب الجريمة. بمعنى آخر، أنه ليس من الضروري إثبات أن أفعال الشريك هو المسبب الحقيقي أم لا في مجرى الجريمة. ويجب أن تبين الحالة بأن المتهم قد قدم المساعدة وقصد بنيته في معاونة الجاني. بينما لايتحتم وجوده في مشهد الجريمة أو حتى العلم بدنو حدوث الجريمة لإدانته بتهمة مساندة الجاني.

## الجريمة المشتركة
يمكن أن يتورط أكثر من الشريكين كالشركاء الأساسين ذي درجة الأولى أو الثانية أو كمساندين للجاني. وعلى سبيل المثال، رجل يحمل مسدساً في يده موجهاً نحو محاسب سوبر ماركت، بينما رجل آخر يسرق مالاً من ماكينة المحاسبة أثناء عملية السرقة. يعد كليهما شريكين في الجريمة ذي درجة الأولى لأن كلاً منهما قاما بالفعل يفضي إلى جريمة جنائية، وفعلهما نابعا عن نية لازمة لارتكاب الجريمة (السرقة). لا يتحمل كلٌ منهما الجريمة بأكملها تحت وطأة نظرية الجريمة المشتركة ولا أن القانون يعاملها كشريكين متلازمين في الجريمة الذين اجتمعا سوية لهدف ذاته، ألا هو ارتكاب جريمة السرقة، ولا أن كلاهما مسئولان حيال أفعال الآخر في الجريمة.

## الحالة العقلية
هناك حالتان عقليتان لازمتان لإدانة تهمة الاشتراك في الجريمة: الحالة الأولى، عندما ينتاب الشريك على الاقل الحالة العقلية ذاتها التي تكفي لارتكاب الجريمة. وعلى سبيل المثال، إذا كانت جريمة القتل وفقاً للقانون العام، يتم إثبات الحالة التي يتصرف فيها الشريك بنية الأذى. أما الحالة الثانية، لابد أن يتصرف الشريك بغاية مساعدة وتحريض الشريك الأساسي لارتكاب الجريمة. 
ويمكن أن يكون الشريك مذنباً بجريمة أعظم من الجاني. وعلى سبيل المثال، يكتشف (أ) و(ب) جريمة خيانة زوجية بين زوجة (ب) ورجل (س). ويحرض (أ) بقتل (س). ويقوم (ب) بإشهار السلاح نحو (س) وقتله. يجد (ب) طريقة استفزازه حجة لتقليل جريمته إلى القتل الخطأ، ولكن (أ) يدان بتهمة القتل العمد.

## المسئولية القانونية للشريك حيال الجرائم غير مقصودة
تم طرح العديد من الأسئلة حول مسئولية الشركاء حيال الجرائم المرتكبة غير مقصودة من قبل شركاء متورطين. على افتراض أن المحاسب قام باشهار السلاح نحو الجاني وسحب الشريك الأساسي (الجاني)السلاح منه وقتل المحاسب رمياً بالرصاص. هل يتحمل الرجل الذي ينتظر في سيارة الهروب مسئولية جريمة القتل؟! تعتقد أغلب التشريعات القانونية أن مسئولية الشريك ليست فقط حكراً على الجرائم المخططة لها بل أيضاً على أي تصرف إجرامي يمكن تنبئه.

## المسئولية القانونية للمؤامرة
المؤامرة هو اتفاق يتم بين أكثر من الشخص لارتكاب جريمة أو فعل محرم أو فعل حلال من خلال الطرق غير مشروعة. وفي الولايات المتحدة، يتحمل المتآمر مسئولية الجرائم ضمن نطاق المؤامرة والجرائم المحتمل ارتكابها من قبل متآمرين مساعدين، وذلك تعزيزاً لهذه المؤامرة وفقاً لقانون بينكيرتون (Pinkerton Liability Rule). ويمكن أن يتم إدانة المتآمر بتهمة جرائم لم يلعب دوراً فيها أو لم يوافق على المعاونة أو التحريض لها أو حتى يعلم بشأنها وفقاً لقانون بينكيرتون. فأساس المسئولية القانونية لها هي الاستغفال (دور الحقيقي للمتأمر)- أي المتآمر مسئول عن أي جريمة محتمل حدوثها ضمن اتفاق مدبر مسبقاً. باستثناء مساند الجاني بعد وقوع الجريمة، فإن أغلب الحالات يعد الشريك متآمراً مساعداً مع الجاني الفعلي. وعلى سبيل المثال، يعتبر الشخص الذي يوافق على أن يكون مسئولاً عن سيارة الهروب أثناء سرقة شركائه في الجريمة للبنك شريكاً أساسياً ذي الدرجة الثانية بحجة المسئولية القانونية لمساندة الجاني وباعتباره متآمراً مساعداً  بحجة المسئولية القانونية لتهمة المؤامرة. وعلى النقيض، هناك حالات لا توجد بها عنصر المؤامرة، ولكن يعد الطرف الثاني شريكاً لها. وعلى سبيل المثال، يعتبر الشخص الذي يحرض المعتدي عليه في الحشد «بضربه مجدداً» معاوناً ومحرضاً ولكن ليس متآمراً مساعداً معه. وفقاً لملاحظات دريسلر (Dressler) فإن الفرق بين النوعين من مفاهيم الاشتراك في الجريمة (المؤامرة ومساندة الجاني) هو أن المؤامرة ناجمة عن اتفاق لا تلزمها المعاونة، بينما مساندة الجاني تلزمها المعاونة لا اتفاق مبرم فيها.

## عناصر إدانة المتآمر
1. يتفق الشخصان أو أكثر على تنفيذ خطة مشتركة وغير مشروعة.
2. يصبح المتهم بمحض إرادته فرداً في المؤامرة.
3. يقوم فرد واحد على الأقل من المتآمرين بالفعل الصريح أثنا المؤامرة من أجل تعزيزها.
4. المتآمر على علم بالفعل الصريح الذي ارتكبه، وذلك في محاولة لتعزيز غاية المؤامرة.